# 兼松一二
兼松 一二（かねまつ かつじ）は友愛キリスト教会の牧師。JTJ神学校講師、東海神学塾講師、教誨師。
友愛グループ牧会長

## 経歴
- 1971～1994岐阜県の同盟福音キリスト教会。
- 笠松キリスト教会で牧師を務める。
- 1994 岐阜県各務原市にて開拓伝道を始め、今に至る。
- 2002法務大臣賞をいただく。
- 2006長年にわたる教誨師として奉仕した功績により、藍綬褒章を受章。

## 現在
- 宗教法人　友愛キリスト教会牧師。
- JTJ宣教会神学部長として、講師を務める。
- 東海神学塾講師。
- 笠松刑務所で教誨師を務める。
- 中部教誨師会理事を務める。
- 岐阜県教誨師会副会長を務める。